# Konnersreuth
Konnersreuth là một đô thị ở huyện Tirschenreuth bang Bayern, Đức.